# أسيلبك تالاسبايف
أسيلبك تالاسبايف (مواليد 7 فبراير 1982) هو ملاكم قيرغيزستاني، مثّل بلاده في الألعاب الأولمبية الصيفية في دورتي 2004 و2008.

## روابط خارجية
أسيلبك تالاسبايف على موقع بوكس ريك (الإنجليزية) (registration required)
- أسيلبك تالاسبايف على موقع اللجنة الأولمبية الدولية (الإنجليزية)
- أسيلبك تالاسبايف على موقع أوليمبيديا (الإنجليزية)